# Богомольный, Евгений Исаакович
Евгений Исаакович Богомольный (29 декабря 1952 года, Дрогобыч Львовская область — 14 апреля 2019 года) — генеральный директор акционерного общества «Удмуртнефть». Депутат городской думы Ижевска. Депутат Государственного совета Удмуртской Республики. Советник Президента Удмуртии по вопросам нефтяного комплекса. Депутат Государственной Думы Федерального Собрания Российской Федерации.

## Биография
Родился 29 декабря 1952 года в семье нефтяников.
Учился в Московском институте нефтехимической и газовой промышленности имени И. М. Губкина по специальности «Технология и комплексная механизация разработки нефтяных и газовых месторождений».
В 1993 году назначен главным инженером объединения «Удмуртнефть». С 1996 по 2003 год — генеральный директор акционерного общества «Удмуртнефть» — крупнейшего предприятия республики. Трижды избирался депутатом гордумы Ижевска, дважды — депутатом Госсовета Удмуртской Республики, является советником Президента Удмуртии по вопросам нефтяного комплекса.
В декабре 2003 года был избран депутатом Государственной Думы Федерального Собрания Российской Федерации по Ижевскому избирательному округу № 29.
Похоронен в Москве на Троекуровском кладбище, участок 19.

## Награды
- Государственная премия Российской Федерации в области науки и техники группе учёных и специалистов АО «Удмуртнефть», в числе которых был и Е. И. Богомольный[2].
- Лауреат Премий Правительства России и Правительства Удмуртии[2].
- В 1993 году ему присвоены звания «Заслуженный работник нефтяной и газовой промышленности Российской Федерации»[2].
- В 1997 году — Лауреат премии Правительства Удмуртской Республики за выдающие достижения в труде[2].
- В 1998 году удостоился награды Орден Почета, а также становится лауреатом премии Правительства Российской Федерации[2].
- В 2000 году отмечен званием «Лучший менеджер России»[2].
- В 2002 году — «Заслуженный нефтяник Удмуртской Республики»[2].
- Юбилейный знак «300 лет горно-геологической службе России»[2].
- Нагрудным знак МЧС России «За заслуги»[2].
- Орден Русской православной церкви — преподобного Сергия Радонежского третьей степени[2].
- В 2003 году была вручена Почетная Грамота Государственного Совета Удмуртской Республики[2].
- В 2005 году лауреат Государственной премии Удмуртской Республики[2].
- Медаль Ордена «За заслуги перед Отечеством II степени»(2006 год)[2].
- Почетная Грамота Государственной Думы Федерального Собрания Российской Федерации(2008 год)[2].